# Coupe d'Espagne de football 2018-2019
Navigation
Coupe d'Espagne 2017-2018 Coupe d'Espagne 2019-2020
La Coupe d'Espagne de football 2018-2019, ou Coupe du Roi, est la 116e édition de cette compétition. Le FC Barcelone est le tenant du titre.
83 équipes de première, deuxième et troisième division prennent part à la compétition. Les équipes filiales (équipes réserves) ne participent pas. Le vainqueur de la Coupe du Roi se qualifie pour disputer la phase de groupes de la Ligue Europa 2019-2020. Les deux finalistes se qualifient pour la Supercoupe d'Espagne 2019.
La finale a lieu le 25 mai 2019 au stade Benito-Villamarín de Séville.

## Équipes qualifiées
Sont qualifiées pour la Coupe du Roi 2018-2019 :
- les vingt équipes de Première division ;
- les vingt-deux équipes de Segunda División A ;
- vingt-cinq équipes de Segunda División B. Ce sont les cinq premiers de chacun des quatre groupes qui composent la Segunda División B, plus les cinq équipes avec le plus de points à la fin de la saison précédente, qui participent à la Coupe du Roi ;
- dix-huit équipes de Tercera División. Ce sont les champions 2018 de chacun des 18 groupes qui composent la Tercera División qui participent à la Coupe du Roi.

### Seizièmes de finale
| Club                 | Match aller | Total  | Match retour | Club            |
| -------------------- | ----------- | ------ | ------------ | --------------- |
| CD Ebro              | 1 - 2       | 1 - 3  | 0 - 1        | Valence CF      |
| CD Lugo              | 1 - 1       | 1 - 3  | 0 - 2        | Levante UD      |
| CD Leganés           | 2 - 2       | 3 - 2  | 1 - 0        | Rayo Vallecano  |
| UE Sant Andreu       | 0 - 1       | 0 - 5  | 0 - 4        | Atlético Madrid |
| UD Melilla           | 0 - 4       | 1 - 10 | 1 - 6        | Real Madrid CF  |
| RCD Majorque         | 1 - 2       | 2 - 4  | 1 - 2        | Real Valladolid |
| Córdoba CF           | 1 - 2       | 2 - 7  | 1 - 5        | Getafe CF       |
| Deportivo Alavés     | 2 - 2       | 3 - 4  | 1 - 2        | Girona FC       |
| CYD Leonesa          | 0 - 1       | 1 - 5  | 1 - 4        | FC Barcelone    |
| R. Sporting de Gijón | 2 - 0       | 4 - 2  | 2 - 2        | SD Eibar        |
| CF Villanovense      | 0 - 0       | 0 - 1  | 0 - 1        | Séville FC      |
| Celta de Vigo        | 1 - 1       | 1 - 3  | 0 - 2        | Real Sociedad   |
| UD Almería           | 3 - 3       | 3 - 11 | 0 - 8        | Villarreal CF   |
| Cadix CF             | 2 - 1       | 2 - 2E | 0 - 1        | RCD Espanyol    |
| Racing de Santander  | 0 - 1       | 0 - 5  | 0 - 4        | Real Betis      |
| Athletic Bilbao      | 4 - 0       | 8 - 0  | 4 - 0        | SD Huesca       |

### Huitièmes de finale
| Club                 | Match aller | Total | Match retour | Club            |
| -------------------- | ----------- | ----- | ------------ | --------------- |
| R. Sporting de Gijón | 2 - 1       | 2 - 4 | 0 - 3        | Valence CF      |
| Girona FC            | 1 - 1       | 4 - 4 | 3 - 3        | Atlético Madrid |
| Getafe CF            | 1 - 0       | 2 - 1 | 1 - 1        | Real Valladolid |
| Villarreal CF        | 2 - 2       | 3 - 5 | 1 - 3        | RCD Espanyol    |
| Real Madrid CF       | 3 - 0       | 3 - 1 | 0 - 1        | CD Leganés      |
| Athletic Bilbao      | 1 - 3       | 2 - 3 | 1 - 0        | Séville FC      |
| Real Betis           | 0 - 0       | 2 - 2 | 2 - 2        | Real Sociedad   |
| Levante UD           | 2 - 1       | 2 - 4 | 0 - 3        | FC Barcelone    |

### Quarts de finale
| Club           | Match aller | Total | Match retour | Club         |
| -------------- | ----------- | ----- | ------------ | ------------ |
| Séville FC     | 2 - 0       | 3 - 6 | 1 - 6        | FC Barcelone |
| Real Madrid CF | 4 - 2       | 7 - 3 | 3 - 1        | Girona FC    |
| RCD Espanyol   | 1 - 1       | 2 - 4 | 1 - 3        | Real Betis   |
| Getafe FC      | 1 - 0       | 2 - 3 | 1 - 3        | Valence CF   |

### Demi-finales
Les demi-finales ont lieu les 6 et 27 février.
| Club         | Match aller | Total | Match retour | Club           |
| ------------ | ----------- | ----- | ------------ | -------------- |
| Real Betis   | 2 - 2       | 2 - 3 | 0 - 1        | Valence CF     |
| FC Barcelone | 1 - 1       | 4 - 1 | 3 - 0        | Real Madrid CF |

### Finale
| Finale                 | FC Barcelone | 1 - 2   | Valence CF                | Stade Benito-Villamarín, Séville                          |                                                           |
| 25 mai 2019 21h00 CEST | Messi 73e    | (0 - 2) | 21e Gameiro · 33e Rodrigo | Spectateurs : 53 698 Arbitrage : Alberto Undiano Mallenco | Spectateurs : 53 698 Arbitrage : Alberto Undiano Mallenco |
| 25 mai 2019 21h00 CEST | Rapport (en) |         |                           | Spectateurs : 53 698 Arbitrage : Alberto Undiano Mallenco | Spectateurs : 53 698 Arbitrage : Alberto Undiano Mallenco |